# Marquesado de Montortal
El marquesado de Montortal, es un título nobiliario español creado por el rey Carlos IV en 26 de octubre de 1790, a favor de José Antonio Tejedor Júdice de Acharte, maestrante de Valencia y caballero de la Orden de San Juan de Jerusalén.

## Denominación
El título hace referencia a la localidad de Montortal en la provincia de Valencia.
El escudo de la fachada del palacio del marqués de Montortal en Valencia corresponde a Antonia Durán Rubio de Salinas y Tallada, condesa de Castellar y Carlet, quien colocó allí sus armas. Los cuarteles diestros son por Durán y Tallada y los siniestros por Rubio y Salinas. Era pariente del obispo Manuel José Rubio y Salinas, de Colmenar Viejo, en cuyas armas se pueden ver los referidos cuarteles maternos.

## Marqueses de Montortal
|                        | Titular                                            | Periodo                |  |
| Creación por Carlos IV | Creación por Carlos IV                             | Creación por Carlos IV |  |
| ---------------------- | -------------------------------------------------- | ---------------------- |  |
| I                      | José Antonio Tejedor Júdice de Acharte             | 1790-¿?                |  |
| II                     | José Tadeo Tejedor y Ortiz                         | ¿?-¿?                  |  |
| III                    | María Luisa Tejedor y Ortiz                        | ¿?-1848                |  |
| IV                     | Miguel Nicolás Galiano Talens Tejedor              | 1848-1863              |  |
| V                      | Miguel Eusebio Luis Galiano y Talens               | 1864-1896              |  |
| VI                     | María del Carmen Galiano Talens                    | 1897-1920              |  |
| VII                    | Fernando Núñez-Robres y Galiano                    | 1921-1971              |  |
| VIII                   | José Antonio Núñez-Robres y Rodríguez de Valcárcel | 1971-1972              |  |
| IX                     | Fernando Luis Núñez-Robres y Escrivá de Romaní     | 1973-actual titular    |  |

## Historia de los marqueses de Montortal

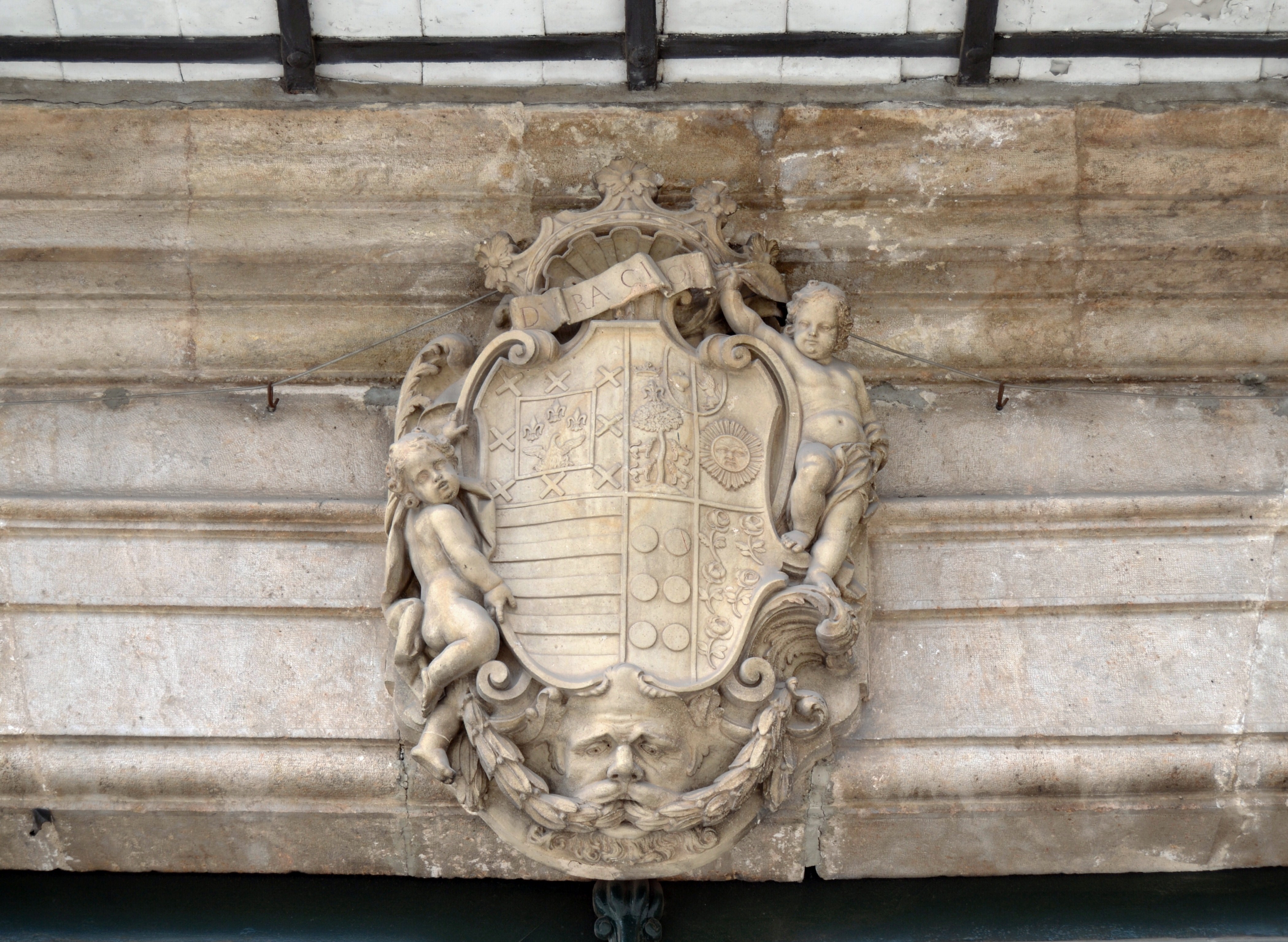
Escudo fachada del Palacio del marqués de Montortal, Valencia

- José Antonio Tejedor Júdice de Acharte (1758-¿?), I marqués de Montortal, maestrante de Valencia (1772)[2] y caballero de la Orden de San Juan de Jerusalén.

Casó con Rosa Ortiz Cerdá. Le sucedió su hijo:
- José Tadeo Tejedor y Ortiz (m. antes de 1812), II marqués de Montortal[3] y maestrante de Valencia (1796).[2][a]

Casó con Rafaela de Pedro, quien después de enviudar, mandó a realizar, en 1812, un inventario de sus bienes. Sucedió su hermana:
- María Luisa Tejedor y Ortiz (1778-1821), III marquesa de Montortal.[4]

Casó en Valencia con Francisco Ignacio Galiano Pascual. Le sucedió el 21 de mayo de 1848, su hijo:
- Miguel Nicolás Galiano y Tejedor (Játiva, 5 de diciembre de 1798-Valencia, 1863), IV marqués de Montortal,[5] barón de Cerdá, vizconde de Casa-Tejedor, diputado a cortes, diputado provincial, senador vitalicio del reino[6] y caballero maestrante de Valencia.[7]

Casó con María del Carmen Talens de Ulloa (1803-1879), hija de Vicente Talens y Mezquita, II marqués de la Calzada y de su esposa Carmen Ulloa y Remírez. Le sucedió, el 12 de julio de 1864, su hijo:
- Miguel Eusebio Luis Galiano y Talens (Alicante, 26 de agosto de 1837[8]-Valencia, 1895), V marqués de Montortal, licenciado en Derecho Civil y Canónico por la universidad de Valencia.[9]

Sin descendencia. Le sucedió en 1897, su hermana:

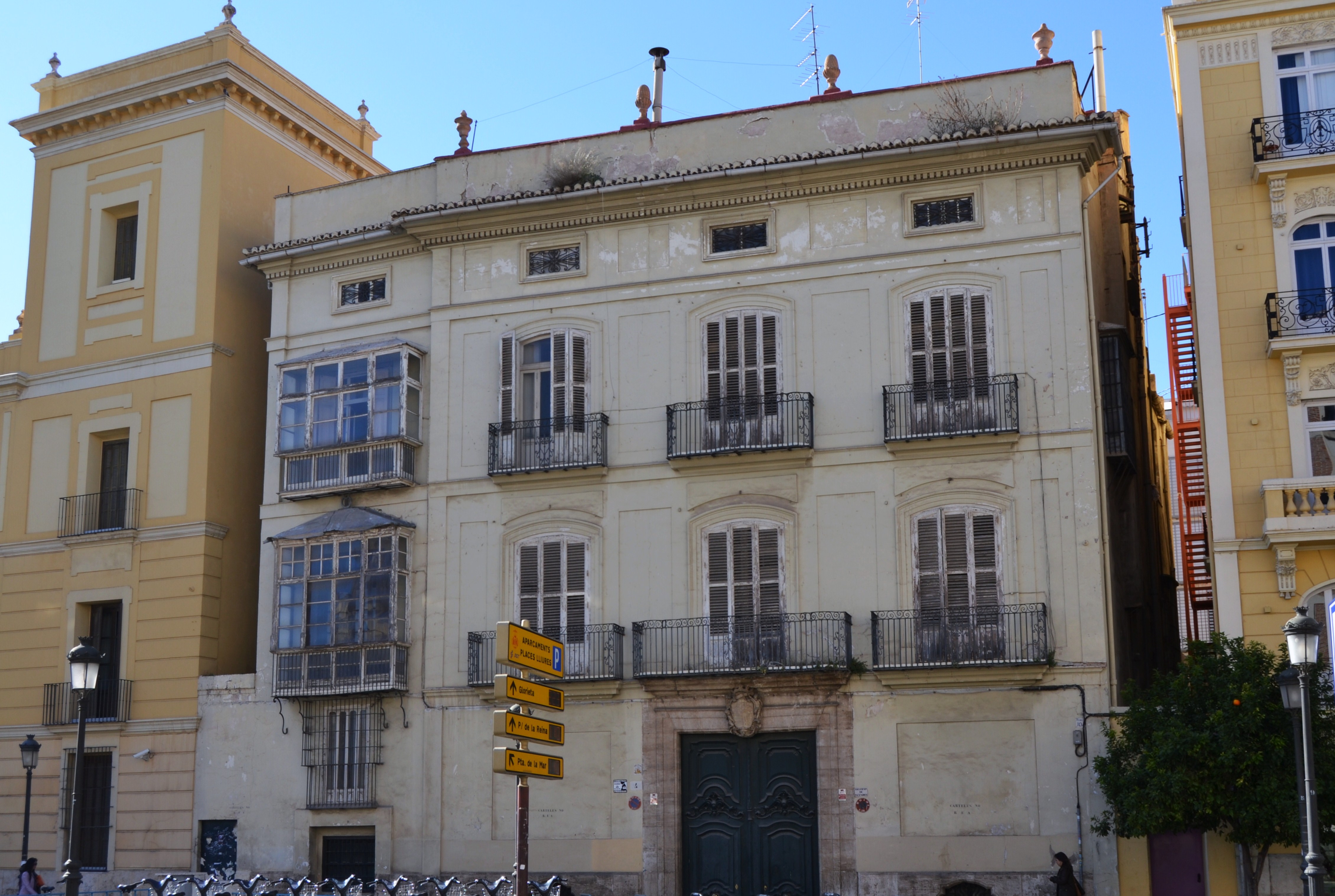
Fachada del palacio de los marqueses de Montortal en Valencia

- María del Carmen Galiano y Talens (Alicante, c. 1839-Valencia, 1919), VI marquesa de Montortal[9] y dama de la Real Maestranza de Caballería de Valencia.

Casó en Valencia en 1867, con Fernando Núñez-Robres y Salvador, senador, caballero maestrante de Valencia, diputado a Cortes, académico de la Real Academia de Bellas Artes de San Carlos y gentilhombre de cámara con ejercicio. Le sucedió el 6 de diciembre de 1920, su hijo:
- Fernando Núñez-Robres y Galiano (Valencia, 13 de febrero de 1882-Valencia, 10 de agosto de 1969),[10] VII marqués de Montortal,[9] VI marqués de la Calzada,  VI marqués de Montenuevo,[9] XX barón de Alcácer,[9] caballero maestrante de la Real Maestranza de Caballería de Valencia, diputado a Cortes, académico de la Real Academia de Bellas Artes de San Carlos y gentilhombre de cámara con ejercicio.

Casó en Valencia el 25 de enero de 1907, con María del Pilar Rodríguez de Valcárcel y de León (19 de noviembre de 1862-3 de mayo de 1930), VIII condesa de Pestagua y VI marquesa de la Roca. En 17 de noviembre de 1970, sucedió su hijo:

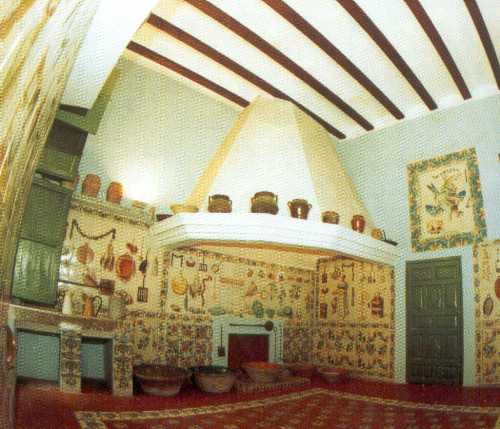
Cocinas del palacio de los marqueses de Montortal en Carcaixent

- José Antonio Núñez-Robres y Rodríguez de Valcárcel (Valencia, 13 de noviembre de 1915-Madrid, 28 de noviembre de 1972),[12] VIII marqués de Montortal,[13] VII marqués de la Calzada, X conde de Pestagua, IX marqués de la Roca,[14] VII marqués de Montenuevo[13] y XXI barón de Alcacer.

Casó en la iglesia de San Jerónimo el Real de Madrid, el 2 de diciembre de 1961, con María del Pilar Escrivá de Romaní y Patiño,(Madrid, 27 de mayo de 1927-Madrid, 28 de diciembre de 2014), hija de los condes de Sástago. Le sucedió, en diciembre de 1973, su hijo:
- Fernando Luis Núñez-Robres y Escrivá de Romaní (n. Madrid, 7 de enero de 1963), IX marqués de Montortal,[17][18] VIII marqués de la Calzada, XI conde de Pestagua, VIII marqués de Montenuevo, XXII barón de Alcácer, maestrante de Valencia y caballero de la Orden de Malta.[19]

Casó el 8 de junio de 1990 en Madrid, con María Patiño y Vilallonga, hija de los barones de Bétera. Padres de: Fernando Núñez-Robres y Patiño (n. 28 de diciembre de 1991), inmediato sucesor, IX marqués de la Calzada y caballero maestrante de Valencia; Buenaventura Núñez-Robres y Patiño (n. 28 de septiembre de 1993), marqués de Montenuevo, caballero maestrante de Valencia; y María del Dulce Nombre Núñez-Robres y Patiño (n. 26 de abril de 1995), baronesa de Alcácer.